# 970

## Události
- bitva u Arcadiopolis – drtivé vítězství Byzance nad protibyzantskou koalicí Rusů, Bulharů, Turků a Maďarů

## Narození
- Avicenna

## Hlavy států
- České knížectví – Boleslav I. nebo Boleslav II.
- Papež – Jan XIII.
- Svatá říše římská – Ota I. Veliký
- Anglické království – Edgar
- Skotské království – Cuilén
- Polské knížectví – Měšek I.
- Východofranská říše – Ota I. Veliký
- Západofranská říše – Lothar I.
- Magdeburské arcibiskupství – Adalbert (968–981)
- Uherské království – Takšoň
- První bulharská říše – Petr I. Bulharský – Boris II. Bulharský
- Byzanc – Jan I. Tzimiskes